# Kees Pieters
Kees Pieters (Zutphen, 14 november 1966) is een voormalig Nederlands korfbalscheidsrechter. Hij won tweemaal de prijs voor Beste Scheidsrechter.

## Hoogste niveau
Pieters floot van 2007 t/m 2017 op het hoogste Nederlandse niveau. Zo floot hij onder andere de Ahoy Korfbal League finale van 2006.
Hij besloot in 2017 te stoppen met zijn carrière als scheidsrechter.

## Erelijst
- Beste Scheidsrechter, 2003
- Beste Scheidsrechter, 2002

## Internationaal
Pieters behoort samen met Henry van Meerten tot de elite IKF korfbalscheidsrechters. Hij floot 52 internationale duels namens het IKF
Zo floot Pieters onder andere op de Wereldspelen van 2009.